# Wilhelm Holzhäuer
Wilhelm Holzhäuer (* 24. Mai 1894 in Häfnerhaslach; † 4. April 1963 in Nürnberg) war ein deutscher Unternehmer.

## Werdegang
Holzhäuer stammt aus Häfnerhaslach in Württemberg. Er übernahm 1936 die Papierfabrik in der Siedlung Elsenthal (Niederbayern; heute Ortsteil von Grafenau) und begann dort im Jahr darauf mit der Produktion von Holzfaserdämmplatten. Aus kleinen Anfängen mit etwa 40 Mitarbeitern gründete er 1940 das Unternehmen ATEX-Werke Wilhelm Holzhäuer GmbH & Co KG (zuvor ATEX Holzfaserplattenfabrik G.m.b.H) welches sich in den folgenden Jahren kontinuierlich zu einem weltweit bekannten Holzfaserplattenhersteller mit etwa 650 Mitarbeitern entwickelte. Im Jahr 2002 stellte es seine Produktion ein.
Seiner Belegschaft bot er soziale Einrichtungen, darunter eine eigene Werksiedlung an. Caritative Zwecke unterstützte er durch regelmäßige Zuwendungen.

## Ehrungen
- 1954: Ehrenbürger der Gemeinde Schlag
- 1955: Verdienstkreuz am Bande der Bundesrepublik Deutschland